# Clethra longispicata
Clethra longispicata är en tvåhjärtbladig växtart som beskrevs av J. J. Smith. Clethra longispicata ingår i släktet Clethra och familjen Clethraceae. Inga underarter finns listade i Catalogue of Life.